# Bahnradsport-Weltmeisterschaften 1937

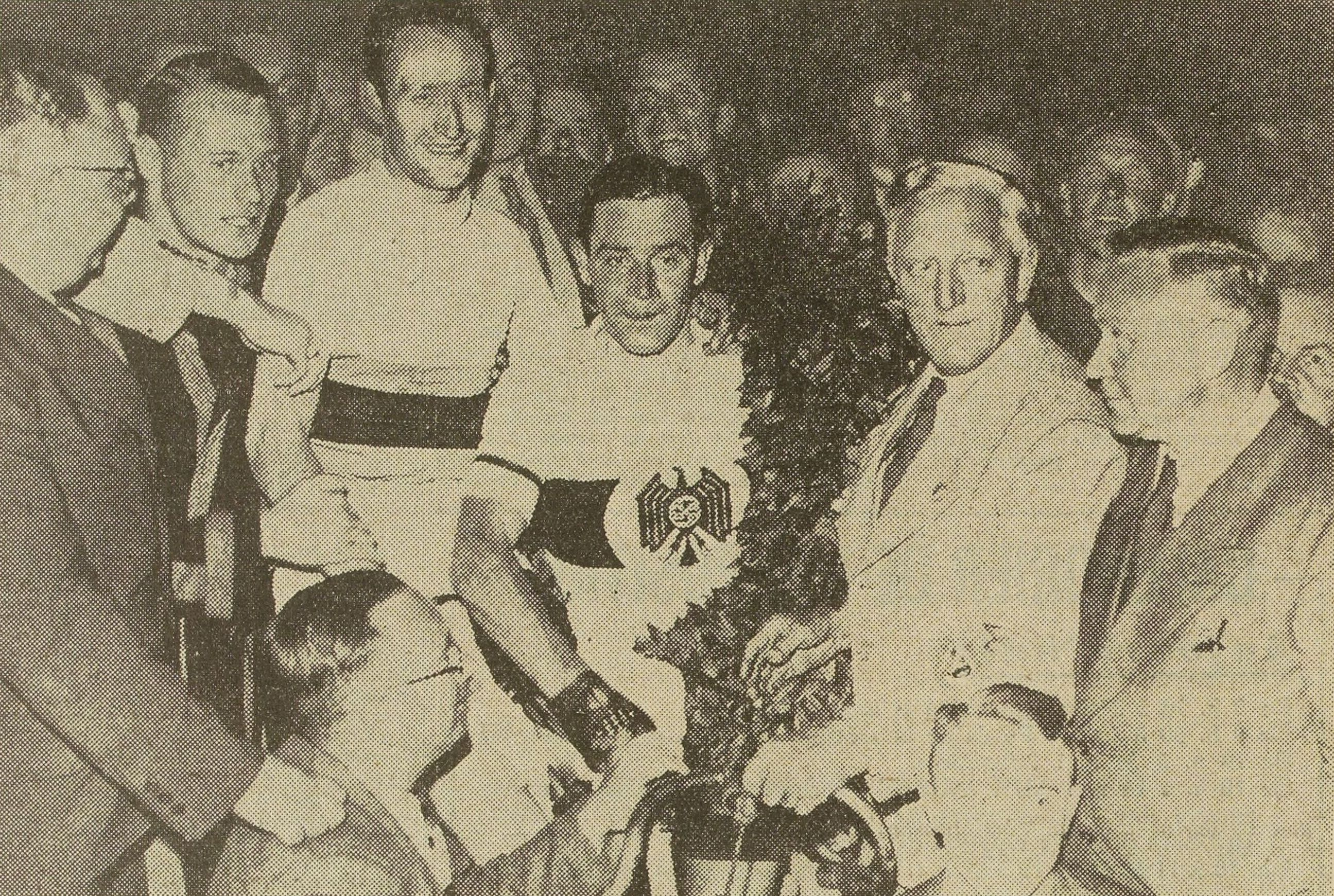
Walter Lohmann links und Adolf Schön rechts nach Lohmanns Gewinn des WM-Titels.

Die Bahnradsport-Weltmeisterschaften 1937 fanden vom 21. bis 29. August 1937 in Ordrup bei Kopenhagen statt.
Die Bahn in Ordrup war zum siebten Mal Schauplatz von Bahn-Weltmeisterschaften. Schirmherr der Veranstaltung war Prinz Harald von Dänemark. Leiter des Organisationskomitees war Thorvald Ellegaard.
Für die Amateur-Fliegerwettbewerbe waren 38 Fahrer aus 13 Nationen gemeldet, bei den Profis 18 Fahrer aus neun Nationen. Es waren auch Sportler aus Südafrika und der Türkei am Start, also aus Ländern, die zuvor nur selten oder noch gar nicht bei einer WM vertreten waren. Bei den Profi-Stehern kämpften 14 Fahrer um den WM-Titel.
Der Gewinn des WM-Titels bei den Stehern durch Walter Lohmann, der von Walter Sawall, seinem Vorgänger als Weltmeister, betreut wurde, sowie der dritte Platz eines weiteren Deutschen, Adolf Schön, stießen in Deutschland auf riesige Begeisterung.
Während der Berichterstatter Sigmund Durst im Deutschen Radfahrer die Organisation der WM durch die Dänen über alle Maßen lobte, fiel sein Urteil über die Union Cycliste Internationale umso negativer aus: Mit erschreckender Deutlichkeit aber steht hinter den sportlichen Ereignissen dieses brüchige, morsche und mehr und mehr zum Verfall neigend Gebäude des Radsport-Weltverbandes […]. Bemängelt wurde besonders – wie schon in den Jahren zuvor – die Parteilichkeit von Wettkampfschiedsrichtern, aber auch eine angebliche permanente Benachteiligung speziell der deutschen Sportler.

## Resultate der Berufsfahrer
| Disziplin                 | Platz | Land            | Athlet                         |
| ------------------------- | ----- | --------------- | ------------------------------ |
| Fliegerrennen über 1000 m | 1     | Belgien         | Jef Scherens                   |
|                           | 2     | Niederlande     | Arie van Vliet                 |
|                           | 3     | Deutsches Reich | Albert Richter                 |
| Steherrennen über 100 km  | 1     | Deutsches Reich | Walter Lohmann/Arnulf Meinhold |
|                           | 2     | Frankreich      | Ernest Terreau                 |
|                           | 3     | Deutsches Reich | Adolf Schön/Jupp Merkens       |

## Resultate der Amateure
| Disziplin                 | Platz | Land        | Athlet            |
| ------------------------- | ----- | ----------- | ----------------- |
| Fliegerrennen über 1000 m | 1     | Niederlande | Jef van de Vijver |
|                           | 2     | Frankreich  | Pierre Georget    |
|                           | 3     | Niederlande | Henk Ooms         |